# Pat O'Connor (director)
Pat O'Connor (Ardmore, 1943) es un director de cine y televisión irlandés, ganador de un Premio BAFTA.

## Carrera
In 1982, O'Connor ganó un Premio Jacob por su papel como director en el seriado Ballroom of Romance, protagonizado por Cyril Cusack y Brenda Fricker. Acto seguido ganó un Premio BAFTA a la mejor serie dramática por la misma obra.
O'Connor ha estado casado desde 1990 con la actriz Mary Elizabeth Mastrantonio, con quien tiene dos hijos. La dirigió en el filme romántico Fools of Fortune ese mismo año.

## Filmografía
- Cal (1984)
- The Ballroom of Romance (1986)
- A Month in the Country (1987)
- Stars and Bars (1988)
- The January Man (1989)
- Fools of Fortune (1990)
- Zelda (1993)
- Círculo de amigos (1995)
- Inventing the Abbotts (1997)
- Dancing at Lughnasa (1998)
- Sweet November (2001)
- Private Peaceful (2012)